# Stauropussa chloe
Stauropussa chloe är en fjärilsart som beskrevs av Holland 1893. Stauropussa chloe ingår i släktet Stauropussa och familjen tandspinnare. Inga underarter finns listade i Catalogue of Life.

## Bildgalleri

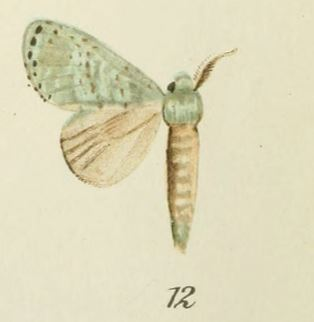